# 庫拉 (衣索比亞)
庫拉（Kula）是埃塞俄比亞東南部奧羅米亞州阿爾西地區的小鎮，座標7°58′N 39°42′E / 7.967°N 39.700°E，海拔2,842米。鎮內沒有電力供應、電話或郵政服務。根據埃塞俄比亞中央統計局2005年人口普查的資料，庫拉人口約2,648，其中男性1,278人，女性1,370人。